# Nha Khắc Thạch
Nha Khắc Thạch (tiếng Mông Cổ: ᠶᠠᠭᠰᠢᠬᠣᠲᠠ Yagshi qot, tiếng Trung: 牙克石; bính âm: Yákèshí) là một thành phố cấp huyện của địa cấp thị Hulunbuir (Hô Luân Bối Nhĩ), khu tự trị Nội Mông Cổ, Trung Quốc. Thành phố có dân số 391.627 người trên một diện tích là 27,590 kilômét vuông (10,653 dặm vuông Anh). Thành phố nằm bên sông Hailar cách 70 kilômét (43 mi) phía đông của quận Hailar, thủ phủ của Hulunbuir, và nằm trên sườn bắc của dãy Đại Hưng An Lĩnh.
Kinh tế thành phố dựa chủ yếu vào lâm nghiệp, công nghiệp chế biến gỗ, Trung dược, khai thác vàng, than đá, quặng sắt, đồng và một số ngành nôn nghiệp của vùng cao nguyên phương bắc. Tưdf năm 2008, ngành sản xuất ô tô đã thiết lập một trung tâm nghiên cứu tại Nha Khắc Thạch. Thành phố cỏa thể kết nối theo đường sắt tới Cáp Nhĩ Tân và Hailar, sân bay gần nhất nằm tại Hailar. Thành phố trước đây có tên là kỳ Xuguit Qi, tên gọi hiện nay xuất hiện khi kỳ được nâng cấp thành thành phố vào năm 1983.

## Hành chính

### Nhai đạo
| - Thắng Lợi (胜利街道) - Hồng Kỳ (红旗街道) - Tân Công (新工街道) - Vĩnh Hưng (永兴街道) | - Kiến Thiết (建设街道) - Noãn Tuyền (暖泉街道) - Mục Nguyên (牧原街道) |

### Trấn
| - Miễn Độ Hà (免渡河镇) - Bác Khắc Đồ (博克图镇) - Xước Nguyên (绰源镇) | - Ô Nhĩ Kỳ Hán (乌尔其汉镇) - Khố Đô Nhĩ (库都尔镇) - Đồ Lý Hà (图里河镇) |

## Khí hậu
| Dữ liệu khí hậu của Yakeshi (1981−2010) | Dữ liệu khí hậu của Yakeshi (1981−2010) | Dữ liệu khí hậu của Yakeshi (1981−2010) | Dữ liệu khí hậu của Yakeshi (1981−2010) | Dữ liệu khí hậu của Yakeshi (1981−2010) | Dữ liệu khí hậu của Yakeshi (1981−2010) | Dữ liệu khí hậu của Yakeshi (1981−2010) | Dữ liệu khí hậu của Yakeshi (1981−2010) | Dữ liệu khí hậu của Yakeshi (1981−2010) | Dữ liệu khí hậu của Yakeshi (1981−2010) | Dữ liệu khí hậu của Yakeshi (1981−2010) | Dữ liệu khí hậu của Yakeshi (1981−2010) | Dữ liệu khí hậu của Yakeshi (1981−2010) | Dữ liệu khí hậu của Yakeshi (1981−2010) |
| Tháng                                   | 1                                       | 2                                       | 3                                       | 4                                       | 5                                       | 6                                       | 7                                       | 8                                       | 9                                       | 10                                      | 11                                      | 12                                      | Năm                                     |
| --------------------------------------- | --------------------------------------- | --------------------------------------- | --------------------------------------- | --------------------------------------- | --------------------------------------- | --------------------------------------- | --------------------------------------- | --------------------------------------- | --------------------------------------- | --------------------------------------- | --------------------------------------- | --------------------------------------- | --------------------------------------- |
| Cao kỉ lục °C (°F)                      | −2.2 (28.0)                             | 4.3 (39.7)                              | 15.7 (60.3)                             | 28.4 (83.1)                             | 34.2 (93.6)                             | 37.0 (98.6)                             | 37.4 (99.3)                             | 34.6 (94.3)                             | 32.6 (90.7)                             | 26.5 (79.7)                             | 13.0 (55.4)                             | 0.6 (33.1)                              | 37.4 (99.3)                             |
| Trung bình ngày tối đa °C (°F)          | −20.7 (−5.3)                            | −14.8 (5.4)                             | −4.3 (24.3)                             | 8.8 (47.8)                              | 17.9 (64.2)                             | 23.4 (74.1)                             | 25.2 (77.4)                             | 23.6 (74.5)                             | 17.2 (63.0)                             | 7.5 (45.5)                              | −6.9 (19.6)                             | −17.6 (0.3)                             | 4.9 (40.9)                              |
| Trung bình ngày °C (°F)                 | −26.6 (−15.9)                           | −22.3 (−8.1)                            | −11.3 (11.7)                            | 2.0 (35.6)                              | 10.4 (50.7)                             | 16.6 (61.9)                             | 19.1 (66.4)                             | 17.0 (62.6)                             | 9.5 (49.1)                              | 0.2 (32.4)                              | −13.1 (8.4)                             | −23.0 (−9.4)                            | −1.8 (28.8)                             |
| Tối thiểu trung bình ngày °C (°F)       | −31.9 (−25.4)                           | −28.9 (−20.0)                           | −18.2 (−0.8)                            | −4.3 (24.3)                             | 2.4 (36.3)                              | 9.3 (48.7)                              | 13.2 (55.8)                             | 11.1 (52.0)                             | 3.1 (37.6)                              | −5.7 (21.7)                             | −18.5 (−1.3)                            | −28.2 (−18.8)                           | −8.0 (17.5)                             |
| Thấp kỉ lục °C (°F)                     | −45.0 (−49.0)                           | −45.4 (−49.7)                           | −38.5 (−37.3)                           | −19.9 (−3.8)                            | −10.6 (12.9)                            | −4.4 (24.1)                             | 2.4 (36.3)                              | −1.3 (29.7)                             | −10.0 (14.0)                            | −20.6 (−5.1)                            | −38.1 (−36.6)                           | −43.5 (−46.3)                           | −45.4 (−49.7)                           |
| Lượng Giáng thủy trung bình mm (inches) | 4.9 (0.19)                              | 3.9 (0.15)                              | 7.0 (0.28)                              | 13.3 (0.52)                             | 27.3 (1.07)                             | 66.9 (2.63)                             | 92.0 (3.62)                             | 96.6 (3.80)                             | 40.8 (1.61)                             | 19.6 (0.77)                             | 7.7 (0.30)                              | 8.5 (0.33)                              | 388.5 (15.27)                           |
| Độ ẩm tương đối trung bình (%)          | 76                                      | 76                                      | 70                                      | 56                                      | 51                                      | 65                                      | 75                                      | 76                                      | 69                                      | 66                                      | 74                                      | 78                                      | 69                                      |
| Nguồn:                                  |                                         |                                         |                                         |                                         |                                         |                                         |                                         |                                         |                                         |                                         |                                         |                                         |                                         |